# Guinevere Kauffmann
Guinevere Alice Mei-Ing Kauffmann (* 26. Dezember 1968 in Kalifornien) ist eine US-amerikanische Astrophysikerin am Max-Planck-Institut für Astrophysik in Garching.

## Leben und Wirken
Geboren in Kalifornien, verbrachte Guinevere Kauffmann ihre Schul- und die ersten Studienjahre in Südafrika. Kauffmann studierte an der Universität Kapstadt und schloss ihr Studium mit dem Titel Master of Science in Astronomie ab. Sie promovierte 1993 in Astrophysik an der Universität Cambridge. Ihre Promotion befasste sich mit der Entstehung und Entwicklung von Galaxien. Sie entwickelte hierbei ein Modell, mit dem es erstmals gelang, von Großteleskopen übermittelte Bilder junger Galaxien in direkten Vergleich mit einer Computersimulation der Galaxieentwicklung zu setzen. Nach diesem Modell hat sie am Max-Planck-Institut für Astrophysik ähnliche Modelle für die Anwendung bei Schwarzen Löchern, Dunkler Materie und Quasaren entwickelt. Seit 1996 ist sie an diesem Institut tätig, wo sie seit 2003 den Status eines C3-Gruppenleiters innehatte. Seit 2013 ist sie Direktorin am MPI für Astrophysik.
Ihr Forschungsschwerpunkt liegt in der Untersuchung der Beziehung zwischen den theoretischen Modellen der Strukturentstehung im Universum und den Eigenschaften der beobachteten leuchtenden Galaxien. In den Jahren 2002 bis 2009 arbeitete Kauffmann über spektroskopische Daten von Galaxien aus dem Sloan Digital Sky Survey. Mit Kollegen der Johns Hopkins-Universität entwickelte sie eine neue Methode, um wichtige Parameter wie die Sternenmasse, das Alter des Sterns, die Metallizität, die Sternenbildungsrate und die Sternentwicklung abzuschätzen. Diese Methoden werden jetzt umfangreich von der Forschergemeinschaft genutzt.

## Kontroverse wegen Machtmissbrauchs
Im Februar 2018 veröffentlichte das Nachrichtenmagazin Spiegel Online einen Bericht über Fälle von Machtmissbrauch durch Spitzenwissenschaftler gegenüber untergebenen Nachwuchsforschern am MPI für Astrophysik. Insbesondere wurde der Fall einer Professorin genannt, der vorgeworfen wurde, Doktoranden und Postdoktoranden gemobbt zu haben. Ende Juni 2018 wurde durch einen Beitrag im Onlinemagazin Buzzfeed bekannt, dass es sich bei der Professorin um Kauffmann gehandelt hatte. Zu den Vorwürfen von Mobbing kamen in dem Beitrag Anschuldigungen rassistischer Ausfälle hinzu. Die Vorwürfe wurden durch Ausschnitte aus E-Mails untermauert. Zu den Anschuldigungen gegen sie nahm Kauffmann Anfang Juli 2018 im Fachmagazin Nature Stellung und räumte ein, ihr Führungsstil in der Vergangenheit sei nach heutigen Maßstäben inakzeptabel gewesen („Regarding ‚bullying‘ — I am of the generation that was subjected to very high pressure supervision. I realize that this has now become unacceptable.“), sie habe diesen jedoch seither grundlegend geändert und sei weiter bestrebt, ihren Kommunikationsstil zu verbessern. Nach ähnlichen Berichten aus anderen Bereichen (MeToo) schloss sich an diese Berichterstattung eine generelle Diskussion über Machtmissbrauch in der Wissenschaft an.

## Auszeichnungen und Ehrungen (Auswahl)
- 1997: Otto-Hahn-Medaille
- 2002: Heinz Maier-Leibnitz-Preis[2]
- 2007: Gottfried-Wilhelm-Leibniz-Preis[3]
- 21. April 2010: Verdienstkreuz am Bande der Bundesrepublik Deutschland

## Veröffentlichungen (Auswahl)
- G. Kauffmann, S. D. M. White, B. Guiderdoni: Formation and Evolution of Galaxies in Merging Dark Matter Halos. In: Monthly Notices of the Royal Astronomical Society. Band 264, 1993, S. 201.
- G. Kauffmann, A. Nusser, M. Steinmetz: Galaxy Formation and Large Scale Bias. In: Monthly Notices of the Royal Astronomical Society. Band 286, 1997, S. 795.
- G. Kauffmann, S. Charlot: Chemical Enrichment and the Origin of the Colour-Magnitude Relation of Elliptical Galaxies in a Hierarchical Merger Model. In: Monthly Notices of the Royal Astronomical Society. Band 294, 1998, S. 708.
- G. Kauffmann, M. G. Haehnelt: A Unified Model for the Evolution of Galaxies and Quasars. In: Monthly Notices of the Royal Astronomical Society. Band 311, 2000, S. 576.
- G. Kauffmann, T. M. Heckman, C. Tremonti, J. Brinchmann, S. Charlot, S. D. M. White, S. E. Ridgway u. a.: The host galaxies of active galactic nuclei. In: Monthly Notices of the Royal Astronomical Society. Band 346, 2003, S. 1055.
- G. Kauffmann, T. M. Heckman: Feast and Famine: regulation of black hole growth in low-redshift galaxies. In: Monthly Notices of the Royal Astronomical Society. Band 397, 2009, S. 135.
- G. Kauffmann, Cheng Li, Jian Fu, Amelie Saintonge, Barbara Catinella, Linda J. Tacconi, Carsten Kramer, Reinhard Genzel, Sean Moran, David Schiminovich: COLD GASS, an IRAM legacy survey of molecular gas in massive galaxies - III. Comparison with semianalytic models of galaxy formation. In: Monthly Notices of the Royal Astronomical Society. Band 422, 2012, S. 997.
- G. Kauffmann: Quantitative constraints on starburst cycles in galaxies with stellar masses in the range 108 − 1010M⊙. In: Monthly Notices of the Royal Astronomical Society. Band 441, 2015, S. 2717.
- G. Kauffmann: Physical origin of the large-scale conformity in the specific star formation rates of galaxies. In: Monthly Notices of the Royal Astronomical Society. Band 454, 2015, S. 1840.
- G. Kauffmann: Properties of AGNs selected by their mid-IR colours: evidence for a physically distinct mode of black hole growth. In: Monthly Notices of the Royal Astronomical Society. Band 480, 2018, S. 3201.

## Mitgliedschaften (Auswahl)
- seit 2009: Mitglied der American Academy of Arts and Sciences
- seit 2010: Mitglied der Leopoldina
- seit 2012: Mitglied der National Academy of Sciences der USA